# Reina Claudia Blanca
Reina Claudia Blanca es una variedad cultivar de ciruelo (Prunus domestica), de las denominadas ciruelas europeas,
una variedad de ciruela oriunda de la comunidad autónoma de Castilla y León, Arenas de San Pedro (Ávila). Las frutas tienen un tamaño pequeño a medio, color de piel amarillo canario con tintes rosados en su madurez, y pulpa de color amarillo verdoso, es semifina, semitierna, dulce y fragante.

## Sinonimia
- "Reina Claudia Blanca 342".

## Historia
El área de origen de los ciruelos "Reina Claudia" sería Siria, y en el momento de la hegemonía romana sobre la región, se introdujeron en Roma varias frutas locales, incluida la ciruela.
El nombre de Reina Claudia es en honor de Claudia de Francia (1499–1524), duquesa de Bretaña, futura reina consorte de Francisco I de Francia (1494–1547). En Francia le decían la bonne reine.
'Reina Claudia Blanca' variedad de ciruela cuyos orígenes se localizan en la zona Valle del Tiétar de la región autónoma de Castilla y León, Arenas de San Pedro (Ávila).
'Reina Claudia Blanca' está cultivada en el banco de germoplasma de cultivos vivos de la Estación experimental Aula Dei de Zaragoza. Está considerada incluida en las variedades locales autóctonas muy antiguas, cuyo cultivo se centraba en comarcas muy definidas, que se caracterizan por su buena adaptación a sus ecosistemas, y podrían tener interés genético en virtud de su características organolepticas y resistencia a enfermedades, con vista a mejorar a otras variedades.

## Características
'Reina Claudia Blanca' árbol de porte extenso, vigoroso, erguido, muy fértil y resistente. Las flores deben aclararse mucho para que los frutos alcancen un calibre más grueso. Tiene un tiempo de floración que comienza a partir del 16 de abril con el 10% de floración, para el 20 de abril tiene una floración completa (80%), y para el 29 de abril tiene un 90% de caída de pétalos.
'Reina Claudia Blanca' tiene una talla de tamaño pequeño a medio, de forma redondeada-atonelada o elíptica-redondeada, deprimida en los polos, con depresión ligera a lo largo de la línea de sutura, asimétrica, con un lado ligeramente más desarrollado, con la sutura poco perceptible, transparente de color indefinido, situada en depresión en toda su extensión; epidermis tiene una piel con una ligera pubescencia alrededor del punto pistilar, y con color calabaza dorado o verdoso, sin chapa, a lo sumo con alguna zona anaranjada bronceada, presentando estrías y manchas longitudinales, amarillentas o verdosas, de tono claro partiendo de la cavidad peduncular, con punteado abundante, menudo, blanquecino con aureola verdosa o cobriza; Pedúnculo corto, curvo, pubescente, ubicado en una cavidad del pedúnculo de anchura media, casi superficial, muy estrecha y hundida en la inserción del pedúnculo, muy poco rebajada en la sutura;pulpa de color calabaza o verdosa de color exacto al de la epidermis, transparente, con textura blanda, fundente, jugosa, y sabor dulce, pero no demasiado, aromático.
Hueso adherente sobre todo en zona ventral, pequeño, semi-globoso, con la superficie arenosa.
Su tiempo de recogida de cosecha se inicia en su maduración en la primera decena de julio.

## Usos
La ciruela 'Reina Claudia Blanca' se comen crudas de fruta fresca en mesa, en macedonias de frutas, pero también en postres, repostería, como acompañamiento de carnes y platos. Se transforma en mermeladas, almíbar de frutas, compotas. También se elabora en aguardiente de ciruela.

## Cultivo
Autofértil, es una muy buena variedad polinizadora de todos los demás ciruelos de Reina Claudia.